# Прапор Кам'янки (Роздільнянський район)
Пра́пор Ка́м'янки — геральдичний символ населених пунктів Кам'янської сільської ради Роздільнянського району Одеської області (Україна): Кам'янки, Антонівки, Володимирівки, Матишівки та Покровки. Прапор затверджений рішенням Кам'янської сільської ради.

## Опис
Прапор — прямокутне полотнище з вертикальними та горизонтальними краями у пропорції 1х1.5. Древко прапора темного кольору
Прапор двосторонній жовтого кольору як символ світла, радості та тепла. По центру — герб сільської ради, який займає 1/3 площі прапора.